# Henri Padé
Henri Eugène Padé (Abbeville, 17 dicembre 1863 – Aix-en-Provence, 9 luglio 1953) è stato un matematico francese, conosciuto soprattutto per il suo studio sui metodi di approssimazione delle funzioni con funzioni razionali. Fu un allievo di Charles Hermite.

## Attività
Padé entrò alla Scuola Normale Superiore di Parigi e ottenne la laurea in matematica nel 1889. Proseguì i suoi studi in Germania, prima all'Università di Lipsia poi all'Università di Gottinga, sotto la direzione di Felix Klein e di Hermann Amandus Schwarz. 
Ritornò in Francia nel 1890 e insegnò al liceo Faidherbe di Lilla, studiando contemporaneamente per il dottorato sotto la supervisione di Charles Hermite. La sua tesi affrontava uno studio sistematico di quella che oggi chiamiamo approssimante di Padé. 
Dal 1897 al 1902 fu professore all'École centrale de Lille e Università di Lille I.
Fu poi nominato professore di meccanica razionale e applicata nel giugno del 1902 all'Università di Poitiers. A 44 anni venne nominato rettore dell'Accademia di Besançon, poi dell'Accademia di Digione nel 1923. Si ritirò nel 1934, all'età di 70 anni, dopo essere stato rettore all'Università di Aix-Marseille.